# Henry Witherall
Henry (Harold) Percival Witherall (ur. 20 grudnia 1887, zm. 26 września 1953) – brytyjski zapaśnik walczący w stylu wolnym. Olimpijczyk z Londynu 1908, gdzie zajął dziewiąte miejsce w wadze koguciej.

## Letnie Igrzyska Olimpijskie 1908
| Konkurencja      | Rundy eliminacyjne    | Klas. końcowa |
| Konkurencja      | 1/8                   | Miejsce       |
| ---------------- | --------------------- | ------------- |
| 54 kg styl wolny | William Press (GBR) P | 9.            |